# Ruslands krajer
Rusland er opdelt i 85 føderale enheder (субъе́кт(ы), subyekty), af hvilke ni har betegnelsen kraj ("region"). En kraj (russisk: край) er en form for administrativ underinddeling brugt i den russiske føderation og styres af et lokalt parlament (gobernska duma) og en guvernør (gobernator).
Det kan sammenlignes med en provins, region, område eller amt. Administrativt er krajer underdelt i rajoner (distrikter).

## Geografisk placering
1. Altaj kraj
2. Kamtjatka kraj
3. Khabarovsk kraj
4. Krasnodar kraj
5. Krasnojarsk kraj
6. Perm kraj
7. Primorskij kraj
8. Stavropol kraj
9. Zabajkalskij kraj

## Historie og etymologi
Før den moderne russiske føderations blev betegnelsen kraj brugt af Sovjetunionen og af det Russiske Kejserrige før revolutionen.
Den egentlige betydning af ordet "kraj" er som "grænse"/"ende"/"kant" og historisk blev betegnelsen "kraj" brugt som administrationsbetegnelse for de store områder der lå i ydrekanten af det Russiske Kejserrige. Der er kun meget små forskelle på en kraj og den mere udbredte enhed oblast. Etymologisk stammer navnet "Ukraine" fra "U" (ved) + "kraj" (enden).